# Todos juntos
«Todos juntos» es una canción del grupo musical chileno Los Jaivas. Por su gran resonancia, éxito, y permanencia en el tiempo, se ha convertido en uno de los grandes clásicos de la música chilena y latinoamericana. La canción fue lanzada en 1972 como lado B del sencillo «Ayer caché», el primero del grupo.

## Historia
Primera vez en un sencillo en abril de 1972 por el sello chileno IRT. Se trataba del primer disco sencillo editado por Los Jaivas, después de su debut discográfico en el disco improvisacional El volantín, de 1971, de escaso tiraje en la época. El lado A original del sencillo era «Ayer caché», una balada con ritmo y arreglos corales típicos del bolero, en el que el grupo había gastado una buena cantidad de tiempo en composición y arreglos. Se trataba de una de sus primeras composiciones musicales formales. 
Para presentar «Ayer caché» como sencillo, el lado B escogido fue «Todos juntos», una canción de más de cinco minutos de duración, en el que se desarrolla una temática relacionada con el idealismo hippie de la época ("¿Para qué vivir tan separados / si la tierra nos quiere juntar? / Si este mundo es uno y para todos / Todos juntos vamos a vivir") y con las aspiraciones de paz de la generación ("Si vivimos todos separados / ¿Para qué son el cielo y el mar").

## Letra y música
La letra era, principalmente, obra del tecladista Eduardo Parra, aunque la creación está acreditada a todo el grupo, al igual que la música. En la biografía del grupo, Los caminos que se abren, escrita por el periodista Freddy Stock, Eduardo recuerda: 

"Todos Juntos" era una especie de alegoría parriana. Me siento al piano y sale esa melodía más que querer poner un ritmo. Algunos decían que se parecía a una canción de la Violeta.
[cita requerida]

La canción presenta un arreglo en ritmo de huayno, con cierto toque de rock progresivo ejecutado en guitarra eléctrica, bajo, charango, batería, flauta dulce y varios instrumentos de percusión, y resulta sumamente contagiosa para el público consumidor de música popular. Los directores de radio de la época deciden cambiar el orden del sencillo, y «Todos juntos» resulta ser la canción promocionada, con un éxito inusitado para la época y para todos los tiempos. Hasta el día de hoy, y junto con «El rock del mundial» de Los Ramblers y «La voz de los '80» de Los Prisioneros, es una de las canciones más exitosas en términos de ventas y de adhesión al subconsciente colectivo nacional de todos los tiempos.

## Datos técnicos
- Apareció como sencillo en abril de 1972, como el lado B de "Ayer Caché"
- Reapareció en el disco La Ventana, del mismo año
- Fue reeditada en Obras Cumbres (2002)
- Duración: 5:46

### Composición
- Letra, música y arreglos: Los Jaivas

### Instrumentos
- (Versión original)
  - Gato Alquinta: Voz, Flauta dulce, Guitarra eléctrica, Percusión
  - Claudio Parra: Piano, Percusión
  - Gabriel Parra: Batería, Percusión
  - Eduardo Parra: Percusión
  - Mario Mutis: Bajo, Percusión
  - Patricio Castillo: Charango

### Grabación
- Estudios IRT, Santiago, Chile, 1972

## Versiones
La canción prácticamente no ha estado ausente de ningún concierto de la banda, siendo la encargada de cerrar los shows. Los arreglos han cambiado con los años, incorporándose teclados y sintetizadores, pero siempre se ha mantenido la improvisación con variados instrumentos de percusión que cierra la canción, y el conteo: "cinco, seis, siete, ocho" que implica el abrupto final de las fiestas.
Nuevas versiones fueron grabadas por Los Jaivas, en Aconcagua (edición internacional, 1981) y Trilogía: El Reencuentro (1997). La primera estaba destinada a la promoción europea e internacional en general de su música, la segunda, al reencuentro con los músicos chilenos. Participan como invitados Eric Maluenda (zampoña); Roberto Márquez (zampoña) y Luis Galdames (saxo soprano, quena), de Illapu, Joe Vasconcellos (tumbadoras, bongó), Javiera Parra, Colombina Parra, Francisco Sazo y Juanita Parra, actual baterista de la banda. Esta versión es utilizada como himno oficial de la VI Cumbre Iberoamericana de Presidentes en 1996.

Soledad Pastorutti también realizó una versión reconocida (sobre todo en Argentina) de la obra de Los Jaivas en su disco Libre. Tiene un tempo muy acelerado, comparado a la versión original y comienza con una introducción en el lenguaje mapuche. Ella rodó un videoclip del tema, haciendo que se escuchara por un público mucho más joven en todo Argentina, incluso en las escuelas. En su presentación en el Festival de la Canción de Viña del Mar a comienzos de 2002, tuvo el honor de cantar el tema junto a Los Jaivas.

El grupo argentino "La Fuente" integrado por Gualberto Elio (Coco) Romero: guitarra, bajo, armónica y voz. Armando Federico (Uki) Tolosa: guitarra, cava quiño, guitarra de 12 cuerdas y voz. Andrés (Andy) Grimsditch: flautas, piano, mandolín, guitarra y voz. Ricardo (Onfel) Brun : tumbadora, bongó, batería, tabla, glockenspiel y accesorios. Grabó una excelente versión de "Todos Juntos" Que incorporó a la Reedición de su primer disco "La Fuente" 1982 para el sello Interdisc https://www.youtube.com/watch?v=OR14bFtB1Xc

El grupo andaluz de rock urbano Reincidentes, realizó una versión para su disco América, canciones de ida y vuelta.

La versión sensual de "Todos juntos" fue usado la campaña "Saca tu Latinlover" de Fundación América Solidaria.
La joven cantante peruana Daniela Prado también sacó una versión muy moderna de Todos Juntos (2019) que ha calado en los jóvenes de esta nueva generación.
El joven productor chileno de música electrónica Gonzalo Schafer Canobra realizó en 2024 un remix del tema que se estrenó el 3 de febrero en la FAGAF de Cañete (Chile)